# Ministro de Defensa de Japón
El ministro de Defensa (防衛大臣 Bōei Daijin?), o Bōei-shō (防衛相?), es miembro del Gabinete de Japón a cargo del Ministerio de Defensa (防衛大臣 Bōei Daijin?), conocido como la Agencia de Defensa antes del 2007. El ministro japonés actual de Defensa es Gen Nakatani.
El 26 de diciembre de 2007, el gobierno de Japón tomó la decisión de actualizar su Agencia de Defensa al "Ministerio de Defensa" en la expectativa para tener un efecto del desarrollo militar futuro de Japón. La política de defensa que ha sido perseguido por Japón está basado en la “Política Básica para Defensa Nacional”, el cual estuvo adoptado por el Gabinete en mayo de 1957. El objetivo principal de Japón de la defensa nacional es la prevención de enemigos exteriores.

## Historia
El gobierno japonés hizo mejoras desde la Agencia de Defensa al Ministerio con una ceremonia que estuvo atendido por el entonces primer ministro Shinzō Abe y el nuevo ministro de Defensa Fumio Kyuma. La creación de un Ministro de Defensa era conjuntamente con el primer ministro Abe, quien continuó esfuerzos para asegurar una imagen más fuerte del ejército japonés. El anuncio en qué se mejoraría la Agencia de Defensa al Ministerio de Defensa estuvo aprobada por la Cámara Baja en noviembre de 2007 y la Cámara Alta a mediados de diciembre de 2007.  La Agencia de Defensa que es transformado al Ministerio de Defensa, la Fuerza de Defensa propia (SDF) estuvo dado las responsabilidades de operaciones internacionales, alivio de desastre y mantenimiento de la paz dentro del territorio extranjero.

## Industria de defensa
En julio de 1970, el director general de la Agencia de Defensa Yasuhiro Nakasone estableció cinco directivas para la industria de defensa:
1. Manteniendo la base de industria para seguridad nacional para Japón.
2. Para obtener equipamiento del desarrollo doméstico de Japón, producción y esfuerzos de búsqueda.
3. Para utilizar el sector de civil para la producción de armas domestically.
4. Para poner mucho tiempo-objetivos de plazo para producción, desarrollo, y búsqueda.
5. Devenir competitivo en el campo de producción del defensa.
En octubre de 1987, los EE. UU. y los oficiales japoneses conocidos y decididos en un proyecto de junta para remodelar el F-15.

## Cadena de orden
- 1. Primer ministro
- 2. Ministro de Defensa
- 3. Jefe de Personal, Personal de Junta
- 4. Jefe de Personal del JGSDF
- 5. Jefe de Personal del JMSDF
- 6. Jefe de Personal del JASDF

### Estructura
El Comandante Supremo de las Fuerzas de Defensa propia del Japón (JSDF), quién no formalmente constituye un uniformado ejército, es el Primer ministro. El Emperador de Japón es un monarca constitucional que no tiene autoridad política o militar sobre el JSDF; aquellos restos de autoridad con el Primer ministro. Aun así,  es importante de notar que el Emperador formalmente nombra el Primer ministro a oficina. El Ministro de Defensa es responsable para la organización y formulando la política de seguridad nacional. La petición de presupuesto está redactada por el Ministerio de Finanza y haciendo sus propuestas legislativas propias a la Dieta Nacional.
El ministro de Defensa está aconsejado en cada preocupación relacionó a los deberes de la Fuerza de Autodefensa de Japón por el jefe de Personal, Personal de Junta.

## Ministros de Defensa
| N.°  | Imagen                  | Nombre            | Posesión                 | Salida                   | Primer ministro          | Emperador             |
| ---- | ----------------------- | ----------------- | ------------------------ | ------------------------ | ------------------------ | --------------------- |
| 1    |                         | Fumio Kyuma       | 9 de enero de 2007       | 4 de julio de 2007       | Shinzō Abe               | Akihito (1989-2019)   |
| 2    |                         | Yuriko Koike      | 4 de julio de 2007       | 27 de agosto de 2007     | Shinzō Abe               | Akihito (1989-2019)   |
| 3    |                         | Masahiko Kōmura   | 27 de agosto de 2007     | 26 de septiembre de 2007 | Shinzō Abe               | Akihito (1989-2019)   |
| 4    |                         | Shigeru Ishiba    | 26 de septiembre de 2007 | 2 de agosto de 2008      | Yasuo Fukuda             | Akihito (1989-2019)   |
| 5    |                         | Yoshimasa Hayashi | 2 de agosto de 2008      | 24 de septiembre de 2008 | Yasuo Fukuda             | Akihito (1989-2019)   |
| 6    |                         | Yasukazu Hamada   | 24 de septiembre de 2008 | 16 de septiembre de 2009 | Taro Aso                 | Akihito (1989-2019)   |
| 7    |                         | Toshimi Kitazawa  | 16 de septiembre de 2009 | 8 de junio de 2010       | Yukio Hatoyama           | Akihito (1989-2019)   |
| 7    | 8 de junio de 2010      | Toshimi Kitazawa  | 2 de septiembre de 2011  | Naoto Kan                |                          | Akihito (1989-2019)   |
| 8    |                         | Yasuo Ichikawa    | 2 de septiembre de 2011  | 13 de enero de 2012      | Yoshihiko Noda           | Akihito (1989-2019)   |
| 9    |                         | Naoki Tanaka      | 13 de enero de 2012      | 4 de junio de 2012       | Yoshihiko Noda           | Akihito (1989-2019)   |
| 10   |                         | Satoshi Morimoto  | 4 de junio de 2012       | 26 de diciembre de 2012  | Yoshihiko Noda           | Akihito (1989-2019)   |
| 11   |                         | Itsunori Onodera  | 26 de diciembre de 2012  | 3 de septiembre de 2014  | Shinzō Abe               | Akihito (1989-2019)   |
| 12   |                         | Akinori Eto       | 3 de septiembre de 2014  | 24 de diciembre de 2014  | Shinzō Abe               | Akihito (1989-2019)   |
| 13   |                         | Gen Nakatani      | 24 de diciembre de 2014  | 3 de agosto de 2016      | Shinzō Abe               | Akihito (1989-2019)   |
| 14   |                         | Tomomi Inada      | 3 de agosto de 2016      | 28 de julio de 2017      | Shinzō Abe               | Akihito (1989-2019)   |
| 15   |                         | Fumio Kishida     | 28 de julio de 2017      | 3 de agosto de 2017      | Shinzō Abe               | Akihito (1989-2019)   |
| (11) |                         | Itsunori Onodera  | 3 de agosto de 2017      | 2 de octubre de 2018     | Shinzō Abe               | Akihito (1989-2019)   |
| 16   |                         | Takeshi Iwaya     | 2 de octubre de 2018     | 11 de septiembre de 2019 | Shinzō Abe               | Akihito (1989-2019)   |
| 17   |                         | Tarō Kōno         | 11 de septiembre de 2019 | 16 de septiembre de 2020 | Shinzō Abe               | Naruhito (desde 2019) |
| 18   |                         | Nobuo Kishi       | 16 de septiembre de 2020 | 4 de septiembre de 2021  | Yoshihide Suga           | Naruhito (desde 2019) |
| 18   | 4 de septiembre de 2021 | Nobuo Kishi       | 10 de agosto de 2022     | Fumio Kishida            |                          | Naruhito (desde 2019) |
| 19   |                         | Yasukazu Hamada   | 10 de agosto de 2022     | Fumio Kishida            | 13 de septiembre de 2023 | Naruhito (desde 2019) |
| 20   |                         | Minoru Kihara     | 13 de septiembre de 2023 | Fumio Kishida            | 1 de octubre de 2024     | Naruhito (desde 2019) |
|      |                         | Gen Nakatani      | 1 de octubre de 2024     | Actualmente en el cargo  | Shigeru Ishiba           | Naruhito (desde 2019) |